# Walter L. Gordon
Pour les articles homonymes, voir Walter Gordon (homonymie).
Walter Lockhart Gordon (Toronto, 27 janvier 1906 – 21 mars 1987) est un comptable, un homme d'affaires, un homme politique et un écrivain canadien. Il a été ministre des Finances et président du Conseil privé du Canada dans le gouvernement de Lester B. Pearson entre 1963 et 1968.